# Автово (електродепо)
59°51′25″ пн. ш. 30°16′18″ сх. д. / 59.85694° пн. ш. 30.27167° сх. д.
ТЧ-1 «Автово» — депо Петербурзького метрополітену, розташовується на Кіровсько-Виборзькій лінії після однойменної станції метро.

## Історія
Є першим метродепо Ленінграда. Перша черга метродепо введена в експлуатацію в грудні 1955, незабаром після пуску першої черги метрополітену. Обслуговує поїзда Кіровсько-Виборзькій лінії. Колії, що ведуть в депо, починаються з камери з'їздів , розташованої біля станції «Автово», звідти ж починаються Колії в депо «Дачне».

## Рухомий склад
На середину 2010-х рухомий склад депо складається з вагонів типу Е і модифікацій типу Ем. Раніше в депо експлуатувалися також вагони типів Г і Д.

## Лінії, що обслуговуются
| Лінія | Роки           |
| --- | -------------- |
| Кіровсько-Виборзька лінія Під час «розмиву» (1995—2004) обслуговувало дільницю «Лісова» — «Проспект Ветеранів» | З 1955 року    |
| Московсько-Петроградська лінія                                                                                 | 1961—1972 роки |
| Невсько-Василеострівна лінія                                                                                   | 1967—1979 роки |
| Правобережна лінія                                                                                             | 1985—1986 роки |

## Ресурси Інтернету
- ТЧ-1 «Автово» на vagon.metro.ru [Архівовано 4 березня 2014 у Wayback Machine.](рос.)
- ТЧ-1 «Автово» на metro.vpeterburge.ru [Архівовано 26 лютого 2014 у Wayback Machine.](рос.)